# Sierra Leone Company
Sierra Leone Company var en selskab, som var involveret i grundlæggelsen af den 2. britiske koloni i Afrika i 1792 bestående af tidligere negerslaver fra Nordamerika, som oprindelig var blevet bosat i Nova Scotia efter den amerikanske uafhængighedskrig. Selskabet blev grundlagt på grund af den indsats som var gjort af ihærdige abolitionister såsom, Granville Sharp, Thomas Clarkson, Henry Thornton, og Thomas's bror, John Clarkson, der anses for en af grundlæggerne af Sierra Leone.

## Første forsøg: St. George's Bay Company
Sierra Leone Company var en efterfølger til St. George's Bay Company, som var blevet grundlagt til gennemføre et stort set mislykket forsøg i 1787 på at etablere en fri bosættelse for fattige sorte i London, hvoraf mange var sorte som havde været loyale overfor Storbritannien, og var undsluppet og havde kæmpet på briternes side efter Dunmores proklamation under den amerikanske uafhængighedskrig. Ekspeditionen i 1787 bestod af op imod 300 af de fattige sorte i London, 60 engelske kvinder fra arbejderklassen og en gruppe hvide embedsmænd, præster og håndværkere, som skulle hjælpe til med at grundlægge kolonien – i alt 411 mænd, kvinder og børn. Efter at være gået i land, grundlagde de Granville Town som deres base. Denne første koloni eksisterende kun i omkring 2½ år, hvor den blev decimeret af sygdom og senere opgivet. Nådestødet kom i 1789, da Temne folket brændte kolonien af under en strid mellem Temnefolket og slavehandlere.

## Igangsætterne
Begge koloniseringsforsøg blev understøttet af antislaveri aktivisten Granville Sharp, som udgav et prospekt for et planlagt selskab i 1790 med titlen Free English Territory in AFRICA. Prospektet indeholdt klart abolitionistiske synspunkter, og fastslog at adskillige respektable herrer, som allerede havde bidraget, havde gjort det "ikke med henblik på at opnå en fortjeneste for dem selv, men blot, ved god vilje og samfundsånd at støtte et velgørende tiltag, som herefter kan vise sig at få stor national betydning for fabrikkerne og andre handelsinteresser i dette kongerige".
Blandt de tidlige støtter finder man mange af Sharps venne fra Clapham sekten: Henry Thornton, William Wilberforce, Rev. Thomas Clarkson, Rev. Thomas Gisbourne og Samuel Whitbread
Indledende forsøg på at få et kongeligt charter til selskabet viste sig forgæves på grund af modstand fra justitsministeren, Archibald Macdonald. Selskabet forsøgte herefter at blive oprettet ved en parlamentsbeslutning, men det blev også mødt med modstand, især fra Royal Africa Company, som indkaldte til et møde i marts 1791. Dette førte til at der blev udarbejdet tre anmodninger fra slavehandlere i London, Liverpool og Bristol. Slavehandlere i Lancaster udarbejdede også en anmodning og det samme gjorde Africa Company. Yderligere modstand blev organiseret af Standing Committee of West India Planters and Merchants, om arrangerede to møder med premierminister William Pitt. Trods det lykkedes det Henry Thornton at få loven om bosættelse af Sierra Leone gennem parlamentet. Den 30. maj 1791 blev loven vedtaget med 87 stemmer mod 9.

## En mere vellykket kolonisering
I 1792 førte John Clarkson over 1.100 sorte bosættere fra Halifax, Nova Scotia af sted for at etablere en ny koloni omkring den nye bosættelse Freetown i Sierra Leone. Hovedparten af disse bosættere var tidligere slaver fra de amerikanske kolonier, som var blevet frigivet af briterne under den amerikanske uafhængighedskrig og tvunget til at flytte et andet sted hen efter det britiske nederlag. Det var disse bosætteres beslutsomhed, som fik Freetown til at tage form og overleve efter at de havde grundlagt den i marts 1792.
Da der udbrød krig mellem Storbritannien og Frankrig (en af revolutionskrigene) mistede selskabet forsyninger og en række skibe, som blev opbragt af kapere og den franske flåde. Amerikanske købmænd udnyttede muligheden til at etablere handelsforbindelsen som neutrale handlende. Problemerne fortsatte imidlertid, for i september 1794 afbrændte franskmændene Freetown under et angreb. Kolonisterne genopbyggede byen og amerikanske handelsfolk hjalp ved at sælge afgørende forsyninger til selskabet.
I løbet af disse år enedes koloniens fungerende guvernør, Zachary Macauley, og hans råd om at tage imod sorte amerikanere som kolonister og give dem gratis jord i Sierra Leone, hvis de opfyldte fire kriterier: De skulle have anbefalinger om deres gode karakter fra deres præst, de skulle acceptere at blive britiske borgere og følge britisk lov, de må selv sørge for transport til kolonien og de skal rydde mindst en tredjedel af det område de modtog så det kunne bruges til landbrug indenfor to år efter ankomsten.
Sierra Leone Company blev i 1807 efterfulgt af African Institution